# Commission sur l'énergie et les ressources naturelles du Sénat des États-Unis
La Commission sur l'énergie et les ressources naturelles du Sénat des États-Unis (U.S. Senate Committee Committee on Energy and Natural Resources) est une commission permanente du Congrès qui se consacre aux questions énergétiques (notamment le nucléaire et le traitement de ses déchets) mais également à la politique territoriale.

## Rôle et fonctionnement
Les origines de cette commission remontent au Committee on Public Lands, créé en 1816. Celui-ci a été rebaptisé ensuite Committee on Public Lands and Surveys en 1921, puis il devient en 1946 Committee on Interior and Insular Affairs à la suite de la fusion avec trois comités (le Comité sur les affaires indiennes, Committee on Mines and Mining, Committee on Irrigation and Reclamation). En 1977, c'est devenu la Commission sur l'énergie et les ressources naturelles, tandis que les affaires indiennes ont été enlevées de sa juridiction.

## Membres pour chaque législature

### Membres durant le117econgrès(2021-2023)
Le comité est dirigé par le sénateur démocrate de Virginie-Occidentale Joe Manchin.
| Majorité | Opposition |
| --- | --- |
| - Joe Manchin, Chairman (président), Virginie-Occidentale - Maria Cantwell, Washington - Ron Wyden, Oregon - Bernie Sanders, Vermont - Martin Heinrich, Nouveau-Mexique - Mazie Hirono, Hawaï - Angus King, Maine - Catherine Cortez Masto, Nevada - Mark Kelly, Arizona - John Hickenlooper, Colorado | - John Barrasso, Ranking Member, Wyoming - Jim Risch, Idaho - Mike Lee, Utah - Steve Daines, Montana - Lisa Murkowski, Alaska - John Hoeven, Dakota du Nord - James Lankford, Oklahoma - Bill Cassidy, Louisiane - Cindy Hyde-Smith, Mississippi - Roger Marshall, Kansas |

### Membres durant le116econgrès(2019-2021)
Le comité est dirigé par la sénatrice républicaine d'Alaska Lisa Murkowski.
| Majorité | Opposition |
| --- | --- |
| - Lisa Murkowski, Chairwoman (présidente), Alaska - John Barrasso, Wyoming - Jim Risch, Idaho - Mike Lee, Utah - Steve Daines, Montana - Cory Gardner, Colorado - Lamar Alexander, Tennessee - John Hoeven, Dakota du Nord - Bill Cassidy, Louisiane - Cindy Hyde-Smith, Mississippi - Martha McSally, Arizona | - Joe Manchin, Ranking Member, Virginie-Occidentale - Maria Cantwell, Washington - Ron Wyden, Oregon - Bernie Sanders, Vermont - Debbie Stabenow, Michigan - Martin Heinrich, Nouveau-Mexique - Mazie Hirono, Hawaï - Angus King, Maine - Catherine Cortez Masto, Nevada |

### Membres durant le115econgrès(2017-2019)
| Majorité | Opposition |
| --- | --- |
| - Lisa Murkowski, Chairwoman (présidente), Alaska - John Barrasso, Wyoming - Jim Risch, Idaho - Mike Lee, Utah - Jeff Flake, Arizona - Steve Daines, Montana - Cory Gardner, Colorado - Lamar Alexander, Tennessee - John Hoeven, Dakota du Nord - Bill Cassidy, Louisiane - Rob Portman, Ohio - Shelley Moore Capito, Virginie-Occidentale | - Maria Cantwell, Ranking Member, Washington - Ron Wyden, Oregon - Bernie Sanders, Vermont - Debbie Stabenow, Michigan - Al Franken, Minnesota (jusqu'au 2 janvier 2018) - Joe Manchin, Virginie-Occidentale - Martin Heinrich, Nouveau-Mexique - Mazie Hirono, Hawaï - Angus King, Maine - Tammy Duckworth, Illinois - Catherine Cortez Masto, Nevada - Tina Smith, Minnesota (depuis le 9 janvier 2018) |

## Sous-comités
| Nom                      | Présidé par         | Opposition          |
| ------------------------ | ------------------- | ------------------- |
| Energy                   | Cory Gardner (R-CO) | Joe Manchin (D-WV)  |
| National Parks           | Steve Daines (R-MT) | Mazie Hirono (D-HI) |
| Public Lands and Forests | Mike Lee (R-UT)     | Ron Wyden (D-OR)    |
| Water and Power          | Jeff Flake (R-AZ)   | Angus King (I-ME)   |

## Liste des secrétaires de la commission actuelle et celles qui l'a précédée

### Committee on Public Lands (1816-1921)
- Jeremiah Morrow (R-OH) 1816-1819
- Thomas Williams (R-MS) 1819-1820
- Jesse Thomas (R-IL) 1820-1823
- David Barton (NR-MO) 1823-1831
- William Rufus DeVane King (D-AL) 1831-1832
- Elias Kane (D-IL) 1832-1833
- George Poindexter (W-MS) 1833-1835
- Thomas Ewing (W-OH) 1835-1836
- Robert J. Walker (D-MS) 1836-1841
- Oliver Hampton Smith (W-IN) 1841-1843
- William Woodbridge (W-MI) 1843-1845
- Sidney Breese (D-IL) 1845-1849
- Alpheus Felch (D-MI) 1849-1853
- Solon Borland (D-AR) 1853
- Augustus Dodge (D-IA) 1853-1855
- Charles Stuart (D-MI) 1855-1859
- Robert Johnson (D-AR) 1859-1861
- James Harlan (R-IA) 1861-1865
- Samuel Pomeroy (R-KS) 1865-1873
- William Sprague (R-RI) 1873-1875
- Richard Oglesby (R-IL) 1875-1879
- Joseph McDonald (D-IN) 1879-1881
- Preston Plumb (R-KS) 1881-1891
- Joseph Dolph (R-OR) 1891-1893
- James Berry (D-AR) 1893-1895
- Fred Dubois (R-ID) 1895-1897
- Henry Hansbrough (R-ND) 1897-1908
- Knute Nelson (R-MN) 1908-1912
- Reed Smoot (R-UT) 1912-1913
- George Chamberlain (D-OR) 1913-1915
- Henry Myers (D-MT) 1915-1919
- Reed Smoot (R-UT) 1919-1921

### Committee on Public Lands and Surveys (1921-1947)
- Reed Smoot (R-UT) 1921-1923
- Irvine Lenroot (R-WI) 1923-1924
- Edwin Ladd (R-ND) 1924
- Robert Nelson Stanfield (R-OR) 1924-1927
- Gerald Nye (R-ND) 1927-1933
- John Kendrick (D-WY) 1933
- Robert Ferdinand Wagner (D-NY) 1933-1937
- Alva Adams (D-CO) 1937-1941
- Carl Hatch (D-NM) 1941-1947

### Committee on Public Lands (1947-1948)
- Hugh Butler (R-NE) 1947-1948

### Committee on Interior and Insular Affairs (1948-1977)
- Hugh Butler (R-NE) 1948-1949
- Joseph O'Mahoney (D-WY) 1949-1953
- Hugh Butler (R-NE) 1953-1954
- Guy Cordon (R-OR) 1954-1955
- James E. Murray (en) (D-MT) 1955-1961
- Clinton Anderson (D-NM) 1961-1963
- Scoop Jackson (D-WA) 1963-1977

### Committee on Energy and Natural Resources (depuis 1977)
- Scoop Jackson (D-WA) 1977-1981
- James McClure (R-ID) 1981-1987
- Bennett Johnson (D-LA) 1987-1995
- Frank Murkowski (R-AK) 1995-2001
- Jeff Bingaman (D-NM) 2001
- Frank Murkowski (R-AK) 2001
- Jeff Bingaman (D-NM) 2001-2003
- Pete Domenici (R-NM) 2003-2007
- Jeff Bingaman (D-NM) 2007-2013
- Ron Wyden (D-OR) 2013-2014
- Mary Landrieu (D-LA) 2014-2015
- Lisa Murkowski (R-AK) 2015-2021
- Joe Manchin (D-VO) 2021-2025
- Mike Lee (R-UT) depuis 2025